# Dekubitus
Dekubitus, hronična rana izazvana pritiskom, je oštećenje kože i tkiva koje se nalazi ispod nje kao posledica predugog položaja tela u jednom položaju (produženi pritisak). Obično je to pritisak samog tela na podlogu, mada i bilo kakav drugi produženi pritisak može dovesti do pojave dekubitusa.
Izraz dekubitus potiče iz latinskog jezika od reči (lat. „decumbre“), što znači „ležati dole“ i reči (lat. „cubitum-u“) posebnoj vrsti ležaja, s naslonom za ruke (na kome su se Rimljani uobičajeno odmarali). Rimski lekari su uočili da se zbog dugog ležanja na ovim ležaljkama mogu javiti posebne vrste rana ili kako su je oni nazvali (lat. „deecubitus“, „rana od ležanja“). Znatno kasnije ustanovljeno je da ovo oštećenje nije uzrokovano samo ležanjem (jer se javlja npr. i kod sedenja), tako da često primenjivan naziv „rana od ležanja“ nije sasvim odgovarajući.

## Epidemiologija
Počev od nastanka čovekove vrste dekubitusi su prisutni kod većine bolesnika sa ograničenom pokretljivošću. Tragovi dekubitusa uočeni su na egipatskim mumijama i prvi put opisani u medicinskoj literaturi u XIX veku.
Osobe koje nisu sposobne da spreče neprekidni pritisak čvrste podloge na tkiva povremenom promenom položaja tela, stalno su pod povećanim rizikom da dobiju dekubitus. To se najčešće dešava kod pacijenata koji su u odmakloj životnoj dobi, kod osoba sa neurološkim problemima i kod onih koji su zbog akutne bolesti primljeni na duže bolničko lečenje. Ovakve osobe ne mogu sebe da štite od pojave dekubitusa;
- zbog toga što same ne mogu da menjaju položaj tela ili
- zato što neredovno i nepravilno primaju tuđu pomoć koja im je neophodna za obavljanje određenih pokreta ili promenu položaja tela.

Incidencija dekubitusa je različita i kreće se na globalnom nivou od 1,4% do 36,4%, kod akutnih incidenata u traumatologiji (15%), neurologiji (27%), kardiovaskularnoj patologiji (41%). Dekubitusi su najzastupljeniji u bolnicama (oko 60% slučajeva), a zatim slede po učestalosti socijalne ustanove (gerontološki centri). U kućnim uslovima dekubit se nešto ređe javlja; verovatno zbog bolje brige i nege ukućana (oko 9-20%).
Unutar akutne faze lečenja nepokretnih bolesnika, dekubitus se javlja u 0,4% do 38% slučajeva, u sklopu dugoročnog lečenja u 2,2% do 23.9%; i kućnoj neži, 0% do 17%. U prevalenciji ova bolest ima široku varijaciju: 10% do 18% u akutnoj fazi, 2,3% do 28% u hroničnoj fazi nege, i 0% do 29% u kućnoj nezi. Pojava dekubitusa u jedinicama intenzivne nege zbog imunokompromitujućih faktora, raste na 40% lečenih bolesnika.

## Mehanizam nastanka
U nastanku dekubitusa dominiraju tri glavna mehanizma;
Pritisak (spoljašnji)
Pritisak je najvažniji faktor u razvoju dekubitusa, naročito kada se on javlja iznad koštanih delova. Spoljašnji pritisak (kojim telo bolesnika stvara oslanjanjem na podloge na kojoj leži ili sedi) izaziva kompresiju tkiva i distorziju najmanjih krvnih sudova. Ukoliko je pritisak viši od kapilarnog pritiska, kao posledica nastaje okluzija krvnih sudova. Kapilari se zatvaraju ako pritisak poraste preko 32 mmHg. Vreme izloženosti pritisku podjednako je važno za nastanak dekubitusa kao i sila pritiska. Do radijalne nekroze doći će kod pritiska od 500 mmHg u roku od 2 časa a kod pritiska od 100 mmHg u roku 10 časova.
Na mestima gde se razvija ishemija stvara se povoljna sredina za razvoj infekcije, zbog nakupljanje bakterija. Uglavnom kod većine pacijenta sa nekrozom javlja se mešani tip infekcije, stafilokokusom aureusom, stafilokokusom ifidimitisom, proteusom, a u poslednje vreme dosta često i meticilin rezistentnim stafilokokusom aureusom (MRSA).
Smicanje
Smicanje nastaje ako pacijent klizi naniže u krevetu ili stolici. Sile smicanja dovode do prelamanja, istezanja ili kidanja malih krvnih sudova, što ima za posledicu prekid dotoka krvi i pojavu ishemije. Ako je ishemija produžena, ona izaziva endotelijalna oštećenja, nastaje tromboza i dolazi do smrti ćelija (nekroza).
Trenje
Trenje se opisuje kao sila koja se stvara kada dve površine klize jedna preko druge, u ovom slučaju kože o čaršav, postelju, invalidska kolica itd. Ovim mehanizmom nastaje površna povreda kao što je oguljotina epidermisa.
Bilo koji od navedenih mehanizama dovodi do, okluzije (začepljenja) mikrocirkulacije i izaziva ishemiju (zbog nedovoljnog dotoka krvi u tkiva), zapaljenje i hipoksiju tkiva (nedostatka kiseonika u tkivima), što za posledicu ima smrt ćelija pojavu nekroze i hroničnih rana (ulceracija).

## Etiologija
Mnogi faktori utiču na pojavu dekubitusa, ali pritisak koji dovodi do ishemije je osnovni mehanizam. Tkiva su sposobna da izdrže veliki pritisak ako traje kratko, ali produženi pritisak neznatno iznad kapilarnog započinje procese koji vode ka ulceraciji. U načelu svi etiološki faktori koji dovode do pojave dekubiusa mogu se podeliti na egzogene (spoljašnje) i endogene (unutrašnje):
| Uzroci                        | Karakteristike |
| ----------------------------- | --- |
| Egzogeni (spoljašnji) faktori | - dugo ležanje na tvrdom i neudobnom dušeku, - naborano posteljno ili lično rublje, - vlaga u postelji, nastala od telesnih izlučevina (gnoja, krvi, znoja...), - nestručno postavljanje imobilizacionih sredstava (gips, zavoj, udlage). - kontraktura zglobova, spasticitet muskulature na predilekcionim mestima. |
| Endogeni (unutrašnji) faktori | - hronične i terminalne bolesti, - šećerna bolest sa pratećim, perifernim, angiopatskim promenama, - pothranjenost, hipoproteinemija i anemija povećavaju vulnerabilnost kože i produžavaju vreme zarastanja rane, - srčana i bubrežna oboljenja, - pareze i paralize zbog neosetljivosti pojedinih delova tijela, - u postoperativnom toku (nemogućnost ili nevoljnost promene položaja bolesnika), - bakterijska kontaminacija zbog neadekvatne nege kože (npr zbog inkontinencije), iako nije direktan etiološki faktor, doprinosi razvoju i otežanom zarastanju dekubitusa. |

Najznačajniji uzročnici
Kao najznačajniji uzročnici dekubitusa u literaturi se navode:
- Smanjena pokretljivost kao veoma važan faktor. Neurološki pacijenti, sedirani, ili dementni bolesnici su nesposobni da sami menjaju položaj tela i sami smanje pritisaka. Kod ovih bolesnika, paraliza mišića dovodi do smanjenje njihove mase, što ima za posledicu gubitak zaštitnog sloja između kostiju i kože.
- Kontrakture i spasticitet često doprinose razvoju dekubitusa, zbog stalne izloženosti istih delova tela pritisku.
- Gubitak osećaja doprinosi pojavi dekubitusa jer isključuje jedan od najvažnijih upozoravajućih signala: bol.
- Pothranjenost, hipoproteinemija i anemija povećavaju vulnerabilnost kože i produžavaju vreme zarastanja rana.
- Bakterijska zagađenja zbog neadekvatne nege kože (između ostalog i zbog inkontinencije)i pad odbrambenih (imunoloških) mehanizama na indirektan način doprinosi razvoju i otežanom zarastanju dekubitusa.[9]

## Klinička slika
U kliničkoj slici dekubitusa dominira lokalizacija promena na regijama tela koje su izložene pritisku o tvrdu, mokru i/ili neravnu podlogu, tj. na izbočenim delovima tela , koje stvara slabinski deo kičme, sedalna kost, zglob kuka, članak, kolena ili laktovi, kao i na područjima na kojima je slabije razvijeno masno tkivo. U razvoju kliničke slike dekubitusa razlikujemo pet stadijuma:
 stadijum
Pojava crvenila sa edemom. To stanje obično nastaje nakon dva do tri sata pritiska na istom mestu. Bolesnik oseća bol, svrab ili toplotu u području pritiska. Nema ranu, a crvenilo ne nestaje kada se pritisne. Temperatura kože se razlikuje od okolne kože. U ovom stadijumu promene su još uvek reverzibilne.
 stadijum
Na zahvaćenom delu kože a delimično i potkožnom tkivu, javljaju se mehurići. Postoji i alteracija ćelija u epidermu (spoljni sloj kože). Koža dobija purpurno plavu boju. Oštećenja još nisu konačna.
 stadijum
Pojava smeđe boje kože i nekroze tkiva u zahvaćenom području sa vidljivim mišićima; ovaj stadijum prati obavezna pojava infekcija. Koža poprima sve više crnu boju i postaje vrlo suva. Klinički,ovaj stadijumu karakteriše pojava kratera, sa ili bez okolnog tkiva i značajna oštećenja tkiva koja su ireverzibilna.
 stadijum
Karakterišu duboki čirevi, sa potpuno razorenim mišićima i vidljivim delovima kosti; i ovaj stadijum karakteriše obavezana infekcija, pojava šupljina u vidu sinusa i ireverzibilne promene.
 stadijum
Stadijum umnožavanja čireva (ulceracija), u različitim stadijumima razvoja.
Oko 75% dekubitusa u II stadijumu, mogu se izlečiti u roku od osam nedelja, samo 62% u IV stadijuma dekubitusa mogu se ikada izlečiti, a samo kod 52% bolesnik izlečenje nastaje u roku od jedne godine.
Klinička slika dekubitusa, je najučestalija među bolesnicima sa povredom kičme ali se sreće i kod komatoznih bolesnika, pothranjenih osoba, dijabetičara, neuroloških, psihijatrijskih i onkoloških bolesnika.

### Lokalizacija dekubitusa
Lokalizacija dekubitusa je različita. Iako se neka mesta na telu uobičajena za pojavu dekubitusa (regioni kukova i zadnjice), on se može pojaviti na različitim (atipičnim), delovima lokacijama tela, gde postoji dovoljno dug pritisak (u oko 10% slučajeva). Atipične lokacije (u mogu biti nos, brada, čelo, potiljak, grudni koš, leđa, lakat, jer ne postoji deo površine tela koji je otporan na efekte pritiska.
Najčešće je dekubitus prisutan na krsnom, sedalnom i predelu kuka (trohanter). Donji udovi su drugi po učestalosti i to gležanj (maleolus), pete, kolena i cevanice.
Dekubitusi su obično lokalizovani  u predelu koštanih delova tela, tj u onim regionima gdje su kosti blizu površine kože i gdje je koža u tim regionima pritisnuta na tvrdu podlogu kao što je stolica ili krevetski dušek. Među hirurški lečenim bolesnicima na Vojnomedicinskoj akademiji u Beogradu,(četrdesetogodišnja studija), obolelih od dekubitalnih ulkusa III i IV stadijuma, blizu 95% bolesnika imalo je dekubituse na donjem delu tela,75% u karličnoj regiji, a 20% na donjim ekstremitetima.
Delovi tela na kojima se najčešće javlja dekubitus.
| Položaj tela                                                    | Lokalizacija |
| --------------------------------------------------------------- | --- |
| Kada se leži na leđima                                          | - potiljak, - lopatice, - laktovi, - krsni predeo, - donji udovi (pete, prsti).                                        |
| Kada se leži na boku                                            | - uvo, - temporalni delovi lobanje, - strana ramena, - karlica, - kuk (trohanter), - donji ud (koleno, kosti gležnja). |
| Kada sedi                                                       | - krsni predeo, - zadnjica, - zadnji deo pete, - laktovi, - lopatica.                                                  |
| Delovi tela na kojima postoji dodatni pritisak opreme ili odeće | - elastični zavoji i elastične čarape, - endotrahealni tubus, - intravenske braonile, - kateter, - elastična odeća.    |

## Lečenje
Lečenje dekubitusa je veoma složen i dug proces koji zahteva multidisciplinaran pristup, i angažovanje lekara različitih specijalnosti: dermatologa, hirurga, interniste (kardiologa, endokrinologa), urologa, neurologa, fizijatra, srednjemedicinskog kadra i pomoćnog medicinsko osoblja.
Posebno važnu ulogu u lečenju obolelih od dekubitusa ima medicinska sestra, koja bolesniku pruža svu potrebnu negu, i ujedno sprovodi sve mere prevencije. Zato lečenje dekubitusa spada među najskuplja lečenja u medicini,i jedno je od dugotrajnijih.
U lečenju dekubitalnih ulceracija primenjuju se dva osnovna pristupa:
- Sistemski ili opšti oblik lečenja
- Lokalni oblik lečenja, koji može biti konzervativni ili hirurški.

### Sistemski oblik lečenja
Pod sistemskom ili opštom terapijom podrazumeva se:
| Ishrana             | Visoko kalorična i visokoproteinska              |
| Lečenje anemije     | Primena preparata gvožđa, vitamina i transfuzija |
| Uklanjanje spazma   | Fizikalna i medikamentozna terapija              |
| Uklanjanje pritiska | Česta promena položaja pacijenta                 |

### Lokalni oblici lečenja
Lokalni oblici lečenje dekubitusnih ulceracija mogu biti konzervativni i hirurški (operativni).

#### Konzervativno lečenje
Konzervativno lečenje dekubitusa obuhvata sledeće mere i postupke;
- česta preraspodela pritiska na kritičnim područjima podmetanjem jastučića, primena zavoja na ugroženim mestima, upotreba specijalnih antidekubitalnih ležajeva i promena položaja bolesnika svaka dva sata.
- svakodnevnu higijenu tela, redovno menjanje posteljine i briga o naborima na posteljini i ličnom rublju.
- redovna i pravilna ishrana, uz unos dovoljne količine belančevina, vitamina (posebno vitamina A i C), elemenata koji učestvuju u transportu kiseonika (cink, gvožđe, bakar).
- stalna kontrola infekcije, redovna dezinfekcija rane antiseptikom, kao i opšte mere (redovna upotreba lekova i antibiotika prema antibiogramu).
- primena različitih obloga i lokalnih lekova, elektromagnetna terapija, UZV terapija, V.A.C. terapija (lečenje negativnim pritiskom)itd.

Nedostaci konzervativnog načina lečenja.
Pokrivač ulcerozne promene nastao zarastanjem konzervativnom terapijom u načelu je slabijeg kvaliteta, bez lojnih i znojnih žlezda, sa slabo razvijenim dermalnim i subdermalnim slojevima. Tako stvoreni prekrivač neophodno je dugotrajno lečiti neutralnim kremama.
Konzervativni deo lečenja može se posmatrati kao odvojen postupak kojim se mogu sanirati manji ulkusi ili kao priprema u cilju dobijanja hirurški čiste rane spremne za operativni tretman.

##### Inovacije u konzervativnom lečenju dekubitusa
Posebno obećavajući rezultati (u novije veme) u lečenju dekubitusa postižu se primenom matičnih ćelija, električnom stimulacijom tkiva kao i ultrazvukom.
Hidrokoloidni i alginatne obloge
Hidrokoloidi i alginati su obloge za prekrivanje rana koji se koristi i u savremenom načinu lečenja dekubitusa. Pravilnom primenom savremene obloge za rane omogućavaju održavanje rane u vlažnom stanju, kao i njeno zarastanje bez maceracije okolne kože.
Prema sposobnosti stvaranja ili upijanja vlage na rani, razlikujemo tri osnovna tipa obloga:
- sredstva koja stvaraju i upijaju vlagu - hidrokoloidi,
- sredstva koja upijaju višak vlage iz rane - alginati i hidrofiberi.
- Sredstva koja stvaraju dodatnu vlagu u rani - hidrogeli,

Pre početka primene savremenih obloga za lečenje rane, i određivanja načina primene, vrstu i tip obloge treba obaviti:
- procenu i status rane,
- klasifikaciju rane,
- izbor obloga - za koje je neophodno dobro poznavanje mehanizama njihovog delovanja, indikacije i način primene.

Terapija negativnim pritiskom
Terapija negativnim pritiskom V.A.C. (Vacuum Assisted Closure), koja se koristi u velikom broju klinika širom sveta, jedna je od najvažnijih inovacija u terapiji zarastanja rane i integralni deo lečenja dekubitusa kao i drugih hroničnih rana. Postupak se zasniva na primeni posebnog uređaju koji stvara negativan pritisak u rani (-125 mm Hg) i preko posebnog sistema odvodi sekret iz rane. Negativni pritisak osigurava optimalnu količinu tekućeg sadržaja u rani, napetost u tkivu i kapilarni protok koji poboljšava kapilarnu perfuziju.
U tako stvorenim uslovima osiguravaju se idealni vlažni uslovi za zarastanje rane i odstranjuje devitalizovano (odumrlo) tkivo i bakterije. Rana i sunđer, u toku postupka, prekrivene su polupropusnom membranom i u celinii sterilno izolovani, pa nema mogućnosti zagađenja rane iz okoline. Time se sprečava sekundarna infekcija rane, širenje bakterija iz rane u okolinu i maceracije okolne kože koju uzrokuje sekret iz rane.
Terapija negativnim pritiskom poboljšava perfuziju tkiva (perfuzija u rani povećana je za 30%, a u okolnom tkivu za 15%), dovodi do stvaranja novih kapilara
(neoangiogeneza koja se povećana četiri puta), stimuliše stvaranje granulacionog tkiva, smanjuje edem, broj bakterija u rani, odstranjuje višak eksudata (zajedno s zapaljenjskim citokininima, slobodnim radikalima, tkivnim iritatorima, toksinima i ćelijskim detritusom), te dovodi do kontrakcije rane.
Lečenje HBO
Prema potrebi lečenje treba dopuniti i hiperbaričnu oksigeno terapiju (HBOT); Kiseonik je važan preduslov za uspešno zarastanje rana zbog njegove povećane tražnje za reparativne procese kao što su ćelijska proliferacija, odbrana od bakterija, angiogeneze i sintezu kolagena. Iako uloga kiseonika u zarastanju dekubitalne rana još uvek nije u potpunosti shvaćena, mnoge eksperimentalne i kliničke studije pokazale su da je zarastanje hroničnih dekubitalnih rana znatno usporeno u uslovima hipoksije ili nedostatka kiseonika.
 Hiperbarični kiseonik (HBOT) u lečenju hroničnih dekubitalnih rana pokazao je dobre rezultate uz antibiotike i operativno lečenje (debridman) nekrotizirajućih infekcija mekih tkiva, osteomielitisa i hroničnih inficiranih rana. Patofiziologija i mehanizmi HBO terapije objašnjavaju ove blagotvorne efekte:
- Hiperbarični kiseonik ima direktno baktericidno dejstvo na anaerobne mikroorganizme kroz proizvodnju toksičnih radikala kiseonika. * Hiperbarični kiseonik povećava pritisak kiseonika u inficiranim tkivima osiguravajući kiseonik polimorfonukleranim leukocitima koji ubijaju aerobne mikroorganizme.
- Hiperbarični kisonik pomaže fibroblastima u formiranju novog kolagena, a kasnije i angiogenezi koja omogućava hipoksičnoj inficiranoj rani da zaraste.
- Konačno, HBO potencira delovanje određenih antibiotika kao što su aminoglikozidi i sulfonamidi.[24][25][26][27][28]

#### Hirurško lečenje
Hirurško (operativno) lečenje dekubitusa zasniva se na: radikalnom debridmanu odumrlog (nekrotičkog) tkiva, osteotomiji, (uklanjanjanju zapaljenjem promenjenih i prominirajucih delova kosti) i zatvaranju ulceroznog defekta lokalnim kožnim ili mišićnim režnjevima.
Debridman
Debridman, ili čišćenje dekubitusne ilceracije, nekrektomija je proces uklanjanja mrtvog, devitalizovanog ili kontaminiranog tkiva i stranog materijala iz rane, i važan inicijalni korak u njenoj pripremi za dalje lečenje. Devitalizovano tkivo i drugi strani sadržaj u rani usporava ili u potpunosti onemogućava proces zarastanje i zato je u okviru lečenja dekubitusnih rane neophodno njihovo uklanjanje. Cilj debridmana je pretvaranje hronične rane u akutnu ranu i pokretanje procesa njenog bržeg zaranja.
Debridman je zato osnovni postupak u lečenju svake rane pa i dekubitusne, ali i oblik lečenja koji se mora ponavljati više puta u zavisnosti od brzine i obima stvaranja nekrotičnog tkiva. Postoji više načina debridmana; hirurški, autolitički, hemijski, enzimski, mehanički i biološki. Najbolje rezultate daje vodeni i ultrazvučni debridman. Primenom ranije stečenih znanja i stalnim napredovanjem tehnologije uvode se i novi oblici debridmana deklubitusne rana..
Delomična ili kompletna osteotomija u cilju smanjenja prominiranja kosti
- Totalna ishiotomija – obilno krvarenje, nestabilnost skeleta, pojava kontralateralnog ulkusa u 1/3 slučajeva
- Bilateralna ishiotomija – redistribucija pritiska – perinealna ulceracija – uretralna fistula?
- Preporučuje se minimalni debridement kosti

Zatvaranje rane zdravim tkivom
- Direktni šavovi
- Slobodni kožni preseci
- Fasciokutani režnjevi
- Muskulokutani režnjevi

Izbor operativnog hirurškog protokola zavisi od sledećih uslova;
- Stanja kože, mekih tkiva i kosti bolesnika
- Opšteg stanja bolesnika.

## Komplikacije
Kao najčešće komplikacije kod dekubitalnih ulceracija navode se sledeći poremećaji:
Infekcija
Infekcija dekubitisa koji je stalno infektivno zariste u organizmu. Infekcija kože i rane su najviše zastupljene. Kod dubokih rana javlja se i infekcija kosti (osteomijelitis). Ponekad se ta infekcija može širiti krvnim sistemom iy dekubitalne rane u druge delove tela. Sepsa mogu se javiti u III i IV stadijumu ulceracija, a izazvana je produktima raspadnutog tkiva i narušenim odbrambenim sposobnostima organizma
Dehidracija i metabolički dizbalans
Dehidracija kod dekubitusa nastaje zbog transudacija tkivne tečnosti i posledične hipoproteinemije i disbalansa elektrolita. Dehidratacijom koža se suši i gubi elastičnost i sklona je oštećenjima.
Anemija
Anemija se može javiti kod velikih i dubokih dekubitusa kod kojih je prisutna obilna sekrecija iz hronične rane. Ona ima nepovoljno dejstvo jer usporava proces zarastanja.
Malignizacija
Malignizacija ulceracija (karcinomatoza), može nastati kod dugotrajnih hroničnih ulceracija
Estetske deformacije.
Posle izlečenja dekubitusa ostaju veliki ožiljci koji ometaju normalan život bolesniku zbog narušene funkcionalnosti i estetskog izgleda. Ožiljno tkivo može imati nepovoljan uticaj na dalji tok lečenja jer se lakše oštećuje nego koža bez ožiljka jer je slabije prokrvljeno krvnim sudovima. Ožiljno tkivo je i manje elastično nego koža i može značajno smanjiti obim pokreta. Jedini način sprečavanja ožiljaka je sprečavanje nastanka dekubitusa.
Ostale komplikacije
U ostale komplikacije spadaju: depresija, uroinfekcije, flebotromboza, plućna embolija, jaki spazmi i autoimuna hiperrefleksija.

## Prevencija
Kako lečenje dekubitus zahteva skupo i dugotrajno lečenje, prevenciji treba dati prednost. Za ostvarivanje tok uslov efikasne prevencije je da svi učesnici u timu budu edukovani iz ove oblasti. Iz literature poznate su metode koje omogućuju smanjenje pritiska ili njegovu maksimalnu redukciju, kao i niz pomoćnih metoda (ishrana, nega kože...) kojima se postiže znatna redukcija faktora rizika. Od jednakog značaja je izgradnja dobrog ličnog kontakta bolesnika i medicinskog osoblja.
U prevenciji dekubitusnog ulkusa treba poštovati sledeća pravila:
1. redukcija pritiska,
2. skraćivanje vremena pritiska na kritičnu zonu,
3. povećanje tolerancije na ishemiju.
4. higijensko–dijetetske mere i lečenje osnovne bolesti
Inspekcija i nega
Inspekciju (vizuelni pregled) kože treba raditi redovno, najmanje jednom dnevno. Pregledom treba, obuhvati što više predilekcionih mesta. Redovnim pregledom najugroženijih delova tela vrši se rano otkrivanje početnih oštećenja kože. Pacijente koji su u stanju i voljni da to sami čine, treba ohrabrivati da stalno kontrolišu svoju kožu.
Tokom inspekcije kože potrebno je znati da sve promene koje predstavljaju početne posledice produženog pritiska, mogu biti:
- trajno crvenilo,
- bule (plik),
- promene boje kože (obezbojavanje),
- lokalna toplota,
- lokalizovan edem (otok) i otvrdnuće (induracija).

Svakodnevna nega obuhvata pre svega pravilno održavanje kože (pranje i kupanje). Ne preporučuje se u nezi kože upotrebljavati nadražajna (iritirajuća) sredstava za pranje, primena pasta i pudera i masnih materija koje zatvaraju pore kože, alergozirajućih mešavine, tesne odeće i odeće koja se pridržava trakama ili pojasevima.
Okretanje i repozicija
Okretanje bolesnika najvažnija je mjera prevencije i lečenja dekubitusa. Zanimljivo je da i zdrav čovjek pri spavanju, tokom noći, promjeni položaj do 40 puta. Okretanje ne sme biti po krutom vremenskom rasporedu, već se prilagođava svakom pacijentu individualno i to na osnovu njegovog opšteg stanja i uopćenih promena tokom inspekcije kože.
Kako se uobičajeno smatra, između dva okretaja treba da prođe vreme od dva časa, ali ono može biti kraće ili duže od tog perioda.
Tokom okretanja treba proceniti njegove mogućnost da učestvuje u okretanju preostalim svojim sposobnostima.
| „ | Često se potcjenjuje ova sposobnost pacijenta da sam pomogne pri okretanju. Osobe koje imaju hemiparezu (slabost jedne polovine tijela), mogu se same ili uz minimalnu tuđu pomoć okrenuti na jednu stranu. Pomoć takvim pacijentima treba da bude najmanja moguća, ali koja je dovoljna da se izvrši korektno okretanje. | ” |

Kod pacijenata koji su smešteni na antidekubitalni dušek ne smanjuje učestalost okretanja.
Kontrola inkontinencije
Vlaženje kože zbog inkontinencije višestruko povećava rizik za razvoj dekubitusa. Vlaženje kože povećava rizik od maceracije i povređivanja.
Preporuka je da se pranje kože vrši toplim, blagim rastvorom neutralnog tečnog sapuna, da se ne bi izazvalo pretjerano isušivanje kože, a tamo gdje je koža suva primjenjuju se sredstva za vlaženje.
Kontrola inkontinencije, pored toga što olakšava njegu kože, ima i fundamentalni značaj za održavanje samopoštovanja i komfora pacijenta. Naime plasiranje Folijevog katetera u mokraćni kanal, kontroliše inkontinenciju, ali predstavlja dodatni rizik za pojavu dekubitusa, i infekcije mokraćnih puteva.
Redukcija pritiska
Redukciju pritiska na predilekcionim područjima tela postiže se primenom sledećih medicinskih pomagala:
- dekubitalnih jastuka ili dušeka od penaste gume
- jastuka punjenih vazduhom,
- vodenih kreveta sa promenjivim pritiscima na pojedinim tačkama tela.

Od svih navedenih pomagala najveći praktični značaj za prevenciju razvoja dekubitusa ima antidekubitalnih dušeka. Najbolje rezultate daju antidekubitalni dušeci sa naizmjeničnim vazdušnim pritiskom, visoke tehnologije, koji poseduje sistem za redistribuciju pritiska.
Međutim svi korisnici ovih pomagala moraju biti obavešteni da okretanje pacijenta ne može u potpunosti biti zamjenjeno smeštanjem pacijeta na antidekubitalni dušek, već obe preventivne metode treba sprovoditi istovremeno.
Ishrana
Neuspešno lečenje bolesnika sa hroničnim dekubitusom može biti, neretko i posledica nepravilne ishrane i unosa tečnosti, jer nepovoljan nutritivni status može uticati na integritet kože i potkožnih struktura bolesnika.
Takođe treba imati u vidu da preterano mršavi ili gojazni bolesnici, imaju povećani rizik od dobijanja dekubitusa.
Bolesnike sa dekubitusom treba edukovati da uzimaju hranu sa: što više tečnosti, vitamina i oligoelemenata, jer njihov nedostatak u ishrani može da dovede do povećanog rizika za razvoj dekubitusa. Vitamin C je važan za sintezu kolagena, vitamin A je potreban za stvaranje novih ćelija i krvnih sudova, a tečnost za održavanje volumena tkiva.
Fizikalna terapija
Primena aktivnih i pasivnih vežbi u okviru fizikalne terapija ima značaj za održavanje tonusa muskulature, elasticitet zglobova kao i tonus krvnih sudova, čime se cirkulacija popravlja i time redukuje ishemija u ugroženom tkivu. Vežbama se takođe redukuju kontrakture zglobova, spasticitet muskulature, i druge druge komplikacije prolongirane neaktivnošću (imobilizacijom).
Od izuzetnog značaja je u preventivni fizikalni tretman i kontrolu fizijatra, bolesnika uključiti što ranije. U okviru rehabilitacionog plana, pored fizijatra i fizioterapeuta, uključuje se i medicinska sestra. U okviru tretmana, ukoliko za to postoji indikacija i mogućnosti, može se primijeniti i lečenje svetlom (UV, polarizaciono svetlo, laser), te eventualno magnetoterapija.
U prve tri nedelje, može se koristiti manuelna masaža u cilju omekšavanja postoperativnih ožiljaka što dovodi do bržeg povlačenja otoka. Na zglobovima, u blizini operisanog područja, mogu se izvoditi lagane vežbe.
Edukacija
Edukacija ima za cilj da smanji pojavu dekubitusa. U tom cilju permanentna edukacija medicinskog osoblja i pacijenata treba da bude integralni deo svake preventivne strategije protiv pojave dekubitusa
Sposobne i motivisane pacijente treba obavestiti i edukovati o značaju prevencije dekubitusa.U ovu strategiju treba uključiti i osobe koje brinu o pacijentu. Pisana obaveštenja svakako treba dopuniti usmenim objašnjenjima, a sam edukativni proces treba biti dvosmeran, tako da i iskustva pacijenata i njihove predloge treba uvažavati i prema potrebi primeniti.

## Spoljašnje veze
- „Vodič za prevenciju i lečenje dekubitusa” (PDF). Архивирано из оригинала (PDF) 03. 10. 2012. г. Приступљено 19. 03. 2012.

|  | Molimo Vas, obratite pažnju na važno upozorenje u vezi sa temama iz oblasti medicine (zdravlja). |